# Uno-X Pro Cycling Team/2023
Deze pagina geeft een overzicht van de Uno-X Pro Cycling Team-wielerploeg in 2023.

## Algemene gegevens
Teammanager: Jens Haugland
Ploegleiders: Gabriel Rasch
Fietsmerk:

## Renners
| Naam                       | Geboortedatum | Nationaliteit | Ploeg 2022                         |
| -------------------------- | ------------- | ------------- | ---------------------------------- |
| Jonas Abrahamsen           | 20-09-1995    | Noorwegen     |                                    |
| Idar Andersen              | 30-04-1999    | Noorwegen     |                                    |
| Louis Bendixen             | 23-06-1995    | Denemarken    | Team Coop                          |
| Erlend Blikra              | 11-01-1997    | Noorwegen     |                                    |
| Anthon Charmig             | 25-03-1998    | Denemarken    |                                    |
| Fredrik Dversnes           | 20-03-1997    | Noorwegen     |                                    |
| Niklas Eg                  | 06-01-1995    | Denemarken    |                                    |
| Stian Fredheim             | 23-03-2003    | Noorwegen     | Uno-X Dare Development Team        |
| Jonas Gregaard             | 30-07-1996    | Denemarken    |                                    |
| Tord Gudmestad             | 08-05-2001    | Noorwegen     |                                    |
| Kristoffer Halvorsen       | 13-04-1996    | Noorwegen     |                                    |
| Lasse Norman Hansen        | 11-02-1992    | Denemarken    |                                    |
| Jacob Hindsgaul Madsen     | 14-07-2000    | Denemarken    |                                    |
| Ådne Holter                | 08-07-2000    | Noorwegen     |                                    |
| Anders Halland Johannessen | 23-08-1999    | Noorwegen     |                                    |
| Tobias Halland Johannessen | 23-08-1999    | Noorwegen     |                                    |
| Alexander Kristoff         | 05-07-1987    | Noorwegen     | Intermarché-Wanty-Gobert Matériaux |
| Magnus Kulset              | 18-08-2000    | Noorwegen     | Uno-X Dare Development Team        |
| Sindre Kulset              | 07-08-1998    | Noorwegen     |                                    |
| Niklas Larsen              | 22-03-1997    | Denemarken    |                                    |
| William Blume Levy         | 14-01-2001    | Denemarken    |                                    |
| Erik Nordsæter Resell      | 28-09-1996    | Noorwegen     |                                    |
| Marcus Sander Hansen       | 25-08-2000    | Denemarken    | Uno-X Dare Development Team        |
| Anders Skaarseth           | 07-05-1995    | Noorwegen     |                                    |
| Rasmus Tiller              | 28-07-1996    | Noorwegen     |                                    |
| Torstein Træen             | 16-07-1995    | Noorwegen     |                                    |
| Martin Urianstad           | 06-02-1999    | Noorwegen     |                                    |
| Søren Wærenskjold          | 12-03-2000    | Noorwegen     |                                    |

### Vertrokken
| Naam            | Geboortedatum | Nationaliteit | Ploeg 2023                                   |
| --------------- | ------------- | ------------- | -------------------------------------------- |
| Morten Hulgaard | 23-08-1998    | Denemarken    | Gestopt                                      |
| Kristian Kulset | 01-10-1995    | Noorwegen     | Gestopt                                      |
| Lars Saugstad   | 28-05-1997    | Noorwegen     | Gestopt                                      |
| Iver Skaarseth  | 15-05-1998    | Noorwegen     | Above & Beyond Cancer Cycling p/b Bike World |
| Torjus Sleen    | 30-05-1997    | Noorwegen     | Gestopt                                      |
| Syver Wærsted   | 08-08-1996    | Noorwegen     | Gestopt                                      |

## Overwinningen
| Nationale kampioenschappen wielrennen Noorwegen - tijdrit: Søren Wærenskjold Noorwegen - wegwedstrijd: Fredrik Dversnes Ronde van Saoedi-Arabië 3e etappe: Søren Wærenskjold Ronde van de Algarve 1e etappe: Alexander Kristoff Parijs-Nice Bergklassement: Jonas Gregaard Wilsly Olympia's Tour 3e etappe: Erlend Blikra * Route Adélie de Vitré Fredrik Dversnes Région Pays de la Loire Tour 2e etappe: Erlend Blikra 4e etappe: Fredrik Dversnes Sundvolden GP Ådne Holter * Boucles de la Mayenne Bergklassement: Jacob Hindsgaul Madsen | Ronde van Noorwegen 3e etappe: Alexander Kristoff Dwars door het Hageland Rasmus Tiller Ronde van België 3e etappe: Søren Wærenskjold Ronde van Denemarken 1e etappe: Søren Wærenskjold Ronde van Poitou-Charentes 1e etappe: Søren Wærenskjold Eindklassement: Søren Wærenskjold Jongerenklassement: Søren Wærenskjold Ronde van Groot-Brittannië 7e etappe: Rasmus Tiller Ronde van Luxemburg 5e etappe: Tobias Halland Johannessen CRO Race Puntenklassement: Alexander Kristoff Ploegenklassement: *1) |  |

* als lid van Uno-X Dare Development Team
*1) Ploeg CRO Race: Abrahamsen, Bendixen, Dalby, Dversnes, Kristoff, Gregaard, Træen
Bingoal Pauwels Sauces WB · Bolton Equities Black Spoke · Burgos-BH · Caja Rural-Seguros RGA · EOLO-Kometa · Equipo Kern Pharma · Euskaltel-Euskadi · Green Project-Bardiani-CSF-Faizanè  · Human Powered Health · Israel-Premier Tech · Lotto-Dstny · Q36.5 Pro Cycling Team · Team Corratec · Team Flanders-Baloise · Team Novo Nordisk · Team TotalEnergies · Tudor Pro Cycling Team · Uno-X Pro Cycling Team
Mannen: 2020 · 2021 · 2022 · 2023 · 2024 · 2025
Vrouwen: 2022 · 2023 · 2024 · 2025